# Huperzia liangshanica
Huperzia liangshanica är en lummerväxtart som först beskrevs av H. S. Kung, och fick sitt nu gällande namn av Ren Chang Ching och H. S. Kung. Huperzia liangshanica ingår i släktet lopplumrar, och familjen lummerväxter. Inga underarter finns listade i Catalogue of Life.